# Günter Neuwirth

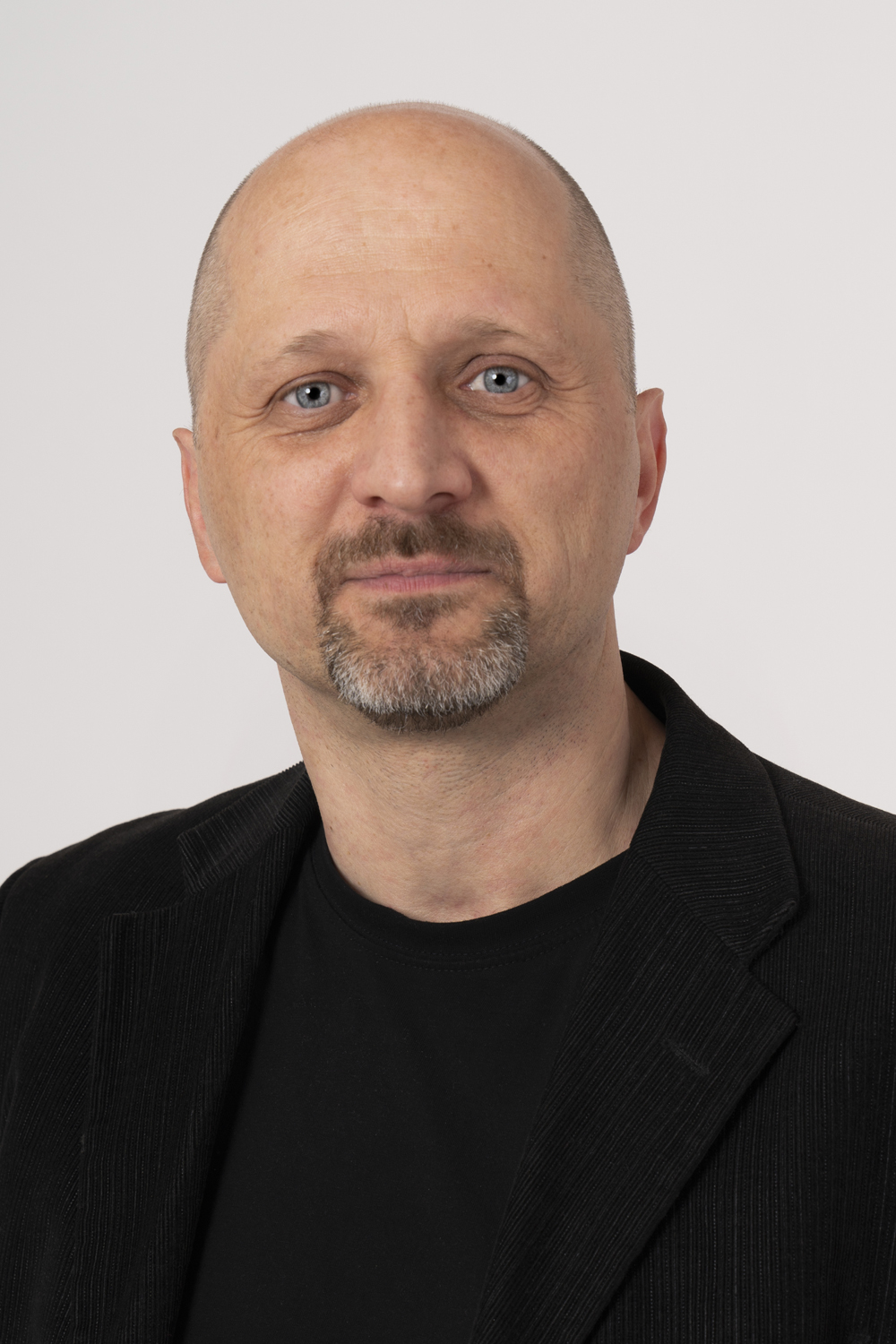
Foto: Rudi Ferder

Günter Neuwirth (* 22. September 1966 in Wien) ist ein österreichischer Schriftsteller.

## Leben
Nach einer Ausbildung zum Ingenieur für Maschinenbau studierte Neuwirth an der Universität Wien Deutsche Philologie und Philosophie. 1994 schloss Neuwirth sein Studium mit einer Diplomarbeit über Österreichische Kriegs- und Antikriegslyrik 1914–1918 bei Professor Murray G. Hall ab. Es folgten Jahre der Berufstätigkeit in Graz (1994–2001). Von 2001 bis 2023 lebte Neuwirth in der Weststeiermark, ab 2023 ebenda und in Wien.

## Berufstätigkeit
Nach Jahren in der IT-Branche arbeitet Neuwirth seit Dezember 2015 als Informationsarchitekt im Entwicklungsteam von CAMPUSonline (siehe Technische Universität Graz).

## Bühnenarbeit
Neuwirth ist Autodidakt am Klavier. Er spielte mehrere Jahre als Keyboarder in Bands mit regelmäßigen Auftritten in Wiener Jazzclubs. Von 1995 bis 1997 trat Neuwirth als Solokabarettist mit den selbstverfassten Programmen Sandleriade und Beschattung auf. Von 1995 bis 2001 brachte er als Teil der Gruppe Mordslust literarische Performance auf die Bühne.